# Imma epichlaena
Imma epichlaena är en fjärilsart som beskrevs av Edward Meyrick 1906. Imma epichlaena ingår i släktet Imma och familjen Immidae. Inga underarter finns listade i Catalogue of Life.